# Alojzy Kaczmarczyk
Alojzy Kaczmarczyk (ur. 31 maja 1896 w Paczółtowicach, zm. 13 listopada 1947 w Krakowie) – podpułkownik piechoty Wojska Polskiego, kawaler Orderu Virtuti Militari.

## Życiorys
Urodził się w rodzinie Józefa i Balbiny z domu Banasiewicz. Ojciec prowadził małe gospodarstwo rolne, matka była akuszerką. Miał sześciu braci. Ukończył szkołę powszechną w Paczółtowicach, następnie gimnazjum w Krakowie. W latach szkolnych działał w „Zniczu”, a później w Organizacji Młodzieży Niepodległościowej „Zarzewie” i Drużynach Strzeleckich. W 1912 roku rozpoczął studia w Akademii Handlowej. Od 1913 roku był członkiem Związku Strzeleckiego. Był żołnierzem IV batalionu I Brygady. Od listopada 1914 r. do marca 1915 r. przebywał w szpitalu. Po powrocie ze szpitala przydzielono go do 4 kompanii 5 pułku piechoty. W roku 1915 ponownie trafił do szpitala. W lipcu 1916 przeniesiono go do służby w Państwowym Urzędzie Zaciągu w Szczuczynie. 15 czerwca 1917 powrócił do wojska, został przydzielony do 2 kompanii 5 pp. W czasie kryzysu przysięgowego opuścił koszary. 1 czerwca 1919 w stopniu sierżanta został przyjęty do Szkoły Podchorążych w Warszawie. W 1919 roku mianowany podporucznikiem i przydzielony do batalionu zapasowego 5 pułku piechoty Legionów. W jego składzie odbył kampanię lat 1919–1920, za którą został kilkukrotnie odznaczony. W lutym 1923 roku został awansowany do stopnia kapitana ze starszeństwem z dniem 1 czerwca 1919 roku w korpusie oficerów piechoty. Na własną prośbę został zwolniony do rezerwy w lutym 1922. Posiadał przydział mobilizacyjny do 85 pułku piechoty w Nowej Wilejce.
Ukończył Akademię Handlową w Krakowie. W latach 1922–1928 pracował w wileńskim oddziale Polskiej Krajowej Kasy Pożyczkowej i następnie w Banku Polskim w Wilnie. W 1928 roku został naczelnikiem Wydziału Bezpieczeństwa Publicznego urzędu wojewódzkiego w Wilnie, potem był starostą białostockim (1929-1931), wołkowyskim (1931-1934) i suwalskim (luty-listopad 1934), wicewojewodą stanisławowskim (od listopada 1934 do stycznia 1937, zdał urząd w lutym 1937)) i od lutego 1937 do października 1937 wicewojewodą nowogródzkim. W październiku 1937 roku został starostą puławskim, pełnił tę funkcję do września 1939. W 1939 roku został przez okupantów niemieckich aresztowany i osadzony na zamku lubelskim. Zwolniony w styczniu 1940 roku, wyjechał do Krakowa, gdzie podjął pracę jako księgowy sklepu.
W 1940 roku rozpoczął działalność konspiracyjną, otrzymując stopień majora. W latach 1940–1943 był szefem administracji zastępczej dla okręgu ZWZ–AK Kraków, co odpowiadało funkcji wojewody. W 1943 roku został awansowany do stopnia podpułkownika i objął stanowisko szefa wydziału wojskowego Okręgu Kraków Armii Krajowej. W lecie 1944 roku przebywał w Warszawie, po upadku powstania jako cywil został wywieziony do niemieckiego obozu koncentracyjnego KL Gross–Rosen, a następnie Mauthausen-Gusen, gdzie był więziony do końca wojny.
Po powrocie do Krakowa został zatrudniony na stanowisku kierownika Wydziału Finansowego „Społem”. Mieszkał w Krakowie przy ul. Dąbrowskiego 3. W 1945 roku został członkiem WiN. Został kierownikiem Komórki Doradztwa Politycznego Obszaru Południowego WiN, następnie był kierownikiem Doradczego Komitetu Politycznego przy II Zarządzie WiN.
We wrześniu 1946 roku został aresztowany przez UB. Sądzony w trwającym od 11 sierpnia 1947 procesie pokazowym siedemnastu członków II zarządu WiN i działaczy Polskiego Stronnictwa Ludowego razem m.in. z płk Franciszkiem Niepokólczyckim, Stanisławem Mierzwą, majorem Walerianem Tumanowiczem i Józefem Ostafinem. Wyrokiem Wojskowego Sądu Rejonowego w Krakowie z dnia 10 września 1947 (sygn. akt Sr 978/47) w składzie sędziowskim pod przewodnictwem Romualda Klimowieckiego został skazany na łączną trzykrotną karę śmierci, utratę praw publicznych, obywatelskich i honorowych na zawsze oraz na przepadek mienia. Bolesław Bierut nie skorzystał z prawa łaski. Wyrok wykonano wieczorem 13 listopada 1947 roku na podwórzu więzienia przy ul. Montelupich strzałem w tył głowy (tego samego dnia zostali straceni inni skazani: Józef Ostafin i Walerian Tumanowicz), katem był strażnik więzienny Henryk Michalik, którego w protokołach wykonania kary śmierci ujęto jako "dowódcę plutonu egzekucyjnego". Ciała nie wydano rodzinie i pochowano w nieznanym miejscu.
Wyrok skazujący został unieważniony postanowieniem Sądu Warszawskiego Okręgu Wojskowego w Warszawie z dnia 17 stycznia 1992 roku.
Żonaty od 19 stycznia 1922 r. z Olimpią Siemaszko, miał córkę Zofię po mężu Andrzejewską.

## Ordery i odznaczenia
- Krzyż Srebrny Orderu Wojskowego Virtuti Militari nr 6586 (17 maja 1922)[10][11]
- Krzyż Niepodległości (7 lipca 1931)[12]
- Krzyż Walecznych
- Złoty Krzyż Zasługi (10 listopada 1928)[13]
- Srebrny Krzyż Zasługi
- Odznaka „Za wierną służbę”

## Upamiętnienie
Jego postać upamiętniono (odsłoniętą w 2007 roku) tablicą w holu budynku starostwa powiatowego w Puławach.

## Galeria

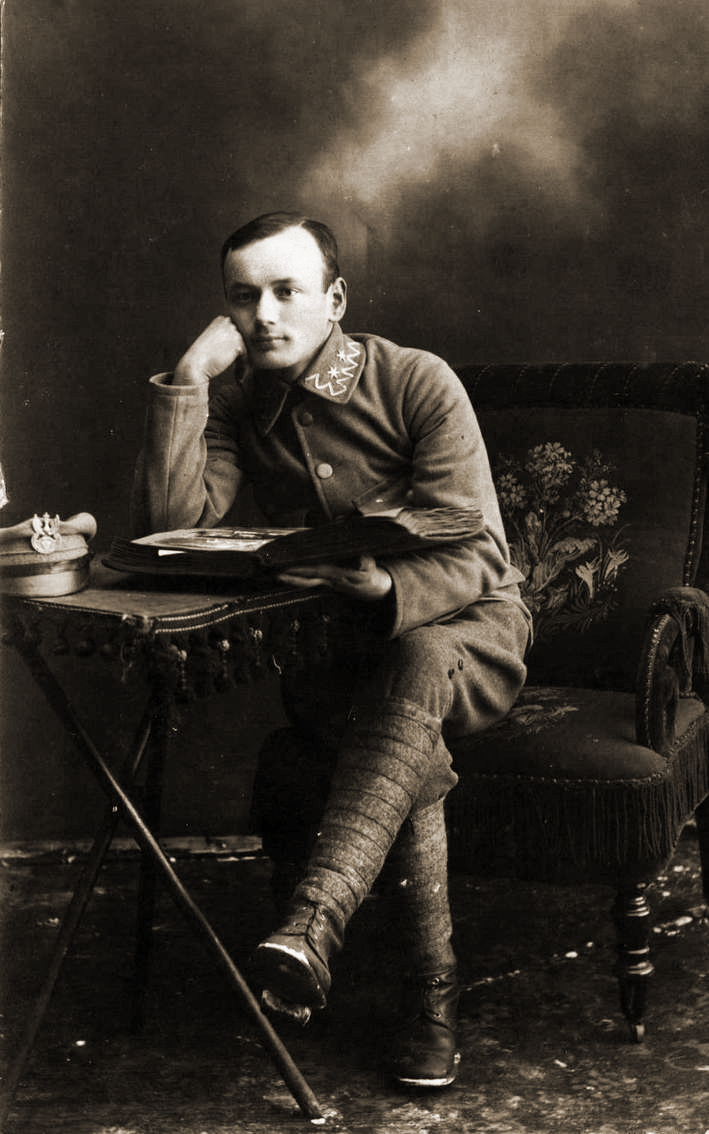
Alojzy Kaczmarczyk podczas służby w Legionach
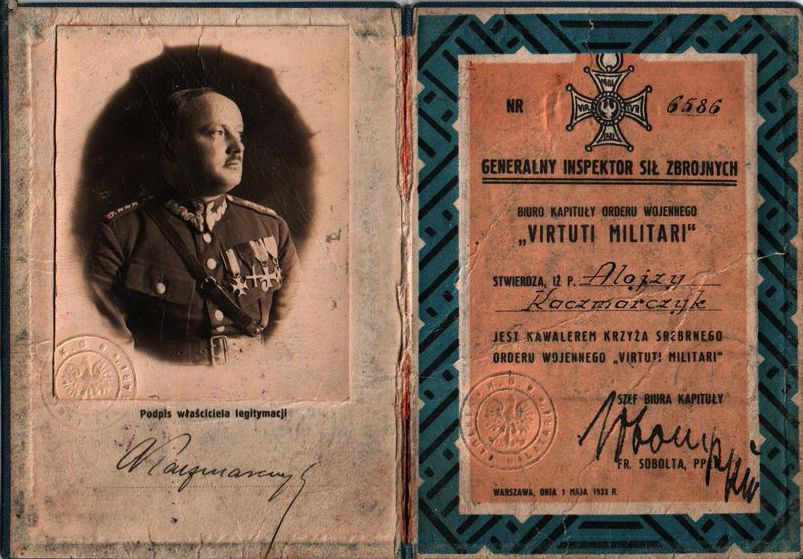
Legitymacja Virtuti Militari kpt. Alojzego Kaczmarczyka
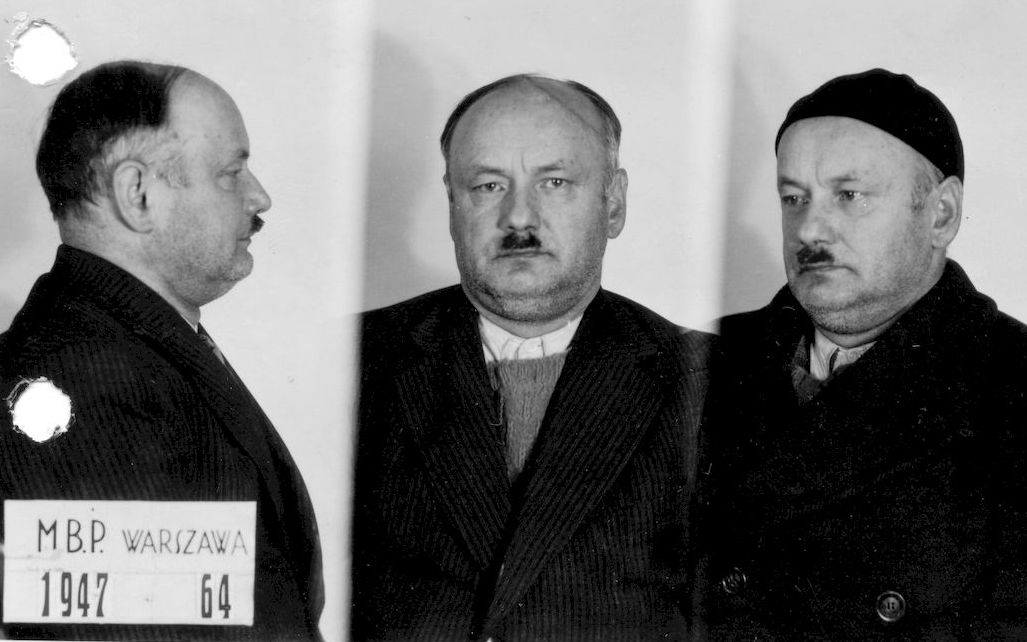
Alojzy Kaczmarczyk po aresztowaniu przez MBP 1946